# Основные принципы военной пропаганды
«Основны́е при́нципы вое́нной пропага́нды» (фр. Principes élémentaires de propagande de guerre) — книга, опубликованная в 2001 году историком Анной Морелли, профессором Свободного университета Брюсселя и специалистом по исторической критике применительно к современным СМИ. Подзаголовок гласит: «подходит к использованию в холодной, горячей или тёплой войне».
Книга была переведена на голландский, итальянский, испанский, немецкий, эсперанто и японский языки и переиздана с дополнениями в 2006 году, а затем снова переиздана в 2023 году.
При написании работы Морелли исследовала опыт войн и колониальных конфликтов XX века и их отражение в военной пропаганде. Десять «заповедей» пропаганды, которые Анна Морелли раскрывает в этой работе, представляют собой, прежде всего, аналитическую основу для педагогических целей и анализа СМИ. Морелли не хочет становиться на чью-либо сторону или защищать «диктаторов», но показывает регулярность использования десяти принципов в СМИ и в обществе:

«Я не собираюсь оценивать чистоту намерений той или иной стороны. Я не стремлюсь выяснить, кто лжёт, а кто говорит правду, кто действует добросовестно, а кто — нет. Моя единственная цель — проиллюстрировать принципы пропаганды, которые применяются всеми сторонами, и описать их механизмы».

Уже на первых страницах своей книги Анна Морелли выражает благодарность британскому дипломату и лейбористу Артуру Понсонби — пацифисту, выступавшему против вступления Великобритании в Первую мировую войну в 1914 году, который внёс значительный вклад в формулирование принципов военной пропаганды. После публикации ряда памфлетов во время Первой мировой войны, он в 1928 году издал книгу «Ложь во время войны», в которой описал механизмы пропаганды. Анна Морелли опирается на эту работу, обновляет её и систематизирует в виде десяти элементарных принципов.

## Принципы
Морелли выделяет десять основных принципов военной пропаганды:

### 1. Мы не хотим войны, мы только защищаемся!
По словам Морелли, государственные деятели всех стран всегда торжественно уверяли, что не хотят войны. В обществе во́йны воспринимаются негативно, за исключением крайне редких случаев. С появлением демократии согласие населения становится обязательным, поэтому война должна отвергаться обществом. «Если все лидеры воодушевлены одной и той же волей к миру, возникает вопрос, почему в конце концов вспыхивают войны?», задаётся вопросом исследователь, но отвечает на него во втором принципе.

### 2. Наш противник несёт полную ответственность за эту войну!
Этот принцип вытекает из факта, что каждая сторона должна быть вынуждена объявить войну, чтобы помешать противнику «разрушить наши ценности» и поставить под угрозу нашу свободу или полностью нас уничтожить. Это парадокс войны, ведущейся для предотвращения войн и отсылающий к фразе Джорджа Оруэлла из его антиутопии «1984»: «Война — это мир». В соответствии с этим пониманием, США были вынуждены вести войну против Ирака, потому что Ирак не оставил им иного выбора. Они лишь реагируют, защищаясь от провокаций врага, который полностью ответственен за начало войны. «Даладье уверяет в своём „Обращении к нации“ 3 сентября 1939 года — беря на себя ответственность Франции за последствия Версальского договора —: „Германия уже отказалась откликнуться на призыв людей доброй воли, которые ныне подняли голос за мир во всём мире. […] Мы ведём войну, потому что нас вынуждают к ней“».
Риббентроп оправдывал войну против Польши словами: 
Фюрер не хочет войны. Он решается на это с тяжёлым сердцем. Но решение о войне и мире зависит не от него. В некоторых жизненно важных для рейха вопросах Польша должна уступить и выполнить требования, без которых мы не можем обойтись. Если Польша откажется, ответственность за конфликт ляжет на неё, а не на Германию.
В том же духе, 9 января 1991 года, в связи с войной в Персидском заливе, можно было прочесть в Le Soir: «Мир, которого весь мир желает больше всего на свете, не может быть построен на простых уступках акту пиратства». То же самое относится и к войне в Ираке, когда за день до её начала, 12 сентября 2002 года, Le Parisien вышла с заголовком: «Как Саддам готовится к войне».

### 3. Лидер нашего противника изначально зол и похож на дьявола
Персонификация образа врага в глазах граждан — важнейшая задача. Морелли пишет: «Вы не можете ненавидеть группу людей в целом, даже как своих врагов. Поэтому более эффективно направлять ненависть на руководящую личность вражеской страны. Таким образом, у „врага“ будет лицо, и это лицо, естественно, станет объектом ненависти».
Морелли комментирует: «Победитель всегда будет изображать себя пацифистом, любящим мирные соглашения и взаимопонимание, но вынужденным начать войну из-за противоположного лагеря — как это делали Буш или Блэр.» «Вражеский лагерь, вне всякого сомнения, возглавляется безумцем, монстром (Милошевич, бен Ладен, Саддам Хусейн), (…) который бросает нам вызов и от которого необходимо освободить человечество».
Первым шагом в процессе демонизации, по мнению Морелли, является сведение целой страны к одной личности — как будто в Ираке, кроме Саддама Хусейна с его «ужасающей» Республиканской гвардией и его «страшным» оружием массового уничтожения, никто больше не живёт.
Персонализация конфликтов характерна для определённого взгляда на историю, согласно которому история создаётся героями, «великими людьми». Анна Морелли отвергает такой взгляд и неустанно пишет о том, что скрывает официальная историография. Официальная история идеалистична и метафизична, поскольку предполагает, что история — это результат великих идей и великих личностей. Ей Морелли противопоставляет диалектический и материалистический подход, объясняющий историю на основе отношений между людьми и социальных движений.
Противник наделяется всеми мыслимыми пороками и злом — начиная от внешности и заканчивая сексуальной жизнью. Так, Le Vif/L’Express 8 апреля 1999 года описывает «ужасного Милошевича» — при этом не цитирует ни одного его высказывания или документа, но подчёркивает его ненормальные перепады настроения, его болезненные и жестокие вспышки гнева: «Когда он впадает в ярость, его лицо искажается. Но внезапно он снова обретает самообладание».
Конечно, демонизация используется и для других целей, как и любые инструменты пропаганды. Пьер Бурдьё, например, сообщает, что в США преподаватели университетов, которым не нравилась популярность Мишеля Фуко в колледжах, писали книги о его личной жизни. По их словам, этот «мазохистский и сумасшедший гомосексуал» практиковал «неестественные, скандальные и недопустимые сексуальные практики». Дискредитируя Фуко как личность, они избавляли себя от необходимости вести более трудный спор с его идеями или с речами политического мыслителя и «опровергали» его на основе моральных суждений.

### 4. Мы защищаем благородное дело, а не свои особые интересы!
Морелли анализирует, что экономические и геополитические цели войны должны быть замаскированы идеалом, моральными и законными ценностями. Так, Джордж Буш-старший, говоря о войне в Персидском заливе, заявил: «Борьба идет не за нефть, а против жестокой агрессии». 22 января 1991 года Le Monde писала:
Цели этой войны — это прежде всего цели Совета Безопасности ООН. Мы участвуем в этой войне по причинам, лежащим в основе решений Совета Безопасности, и наша цель, по сути, заключается в освобождении Кувейта.
«В наших современных обществах, в отличие от времён Людовика XIV, войну можно начать только с согласия народа. Грамши показал, насколько необходимы культурное господство и согласие на правительственные решения». Это одобрение легко получить, если народ верит, что его свобода, жизнь и честь зависят от этой войны. «Цели Первой мировой войны можно было бы свести к трём пунктам: — уничтожить милитаризм, — защитить малые государства, — подготовить мир к демократии. Эти весьма благородные цели с тех пор почти дословно повторяются накануне каждого конфликта, хотя к истинным целям они не имеют отношения». «Необходимо убедить общественное мнение в том, что мы, в отличие от врагов, идём на войну ради бесконечно благородных мотивов». «Для югославской войны мы видим такое же расхождение между официальными целями и непризнанными целями конфликта». НАТО официально вмешивается, чтобы сохранить многоэтничный характер Косово, предотвратить злоупотребления в отношении меньшинств, установить демократию и тем самым покончить с диктатурой. Это — защита священных прав человека. Но уже к концу войны становится ясно, что ни одна из этих целей не была достигнута — напротив, произошёл существенный отход от идеи многоэтнического общества, и насилие в отношении меньшинств, теперь сербов и ромов, стало частью повседневной жизни. Однако можно заметить, что были достигнуты те экономические и геополитические цели, о которых никогда не говорилось вслух.
Морелли добавляет: «К этому принципу добавляется следующее: враг — это кровожадное чудовище, представляющее варварское общество».

### 5. Враг целенаправленно совершает зверства; если мы совершаем ошибки, то это происходит без умысла
По утверждению Морелли, рассказы о зверствах врага являются существенным элементом пропаганды. Если настаивать на том, что зверства совершал только враг, это делает рассказы о злодеяниях частью пропаганды. По её словам, военная пропаганда не довольствуется реальными инцидентами, она должна выдумывать бесчеловечные зверства, чтобы враг выглядел как альтер эго Гитлера.
Морелли почти не видит различий в методах описания зверств в разных войнах. Артур Понсонби описывал, как в период Первой мировой войны пропаганда стран Антанты описывала групповые изнасилования, убийства, жестокое обращение и увечья детей, совершаемые немецкими солдатами. Морелли показывает, насколько похожи репортажи о войнах в Ираке, Афганистане и Косово.

### 6. Враг использует запрещённое оружие
Этот принцип рассматривается Морелли в дополнение к предыдущему. Во время Первой мировой войны каждая из воюющих сторон обвиняла другую в применении отравляющего газа. Хотя обе противоборствующие стороны использовали газ и проводили исследования в этой области, он был символическим выражением бесчеловечной войны. Поэтому, по словам Морелли, он приписывался врагу как неприличное и коварное оружие.

### 7. Наши потери малы, потери противника значительны
Морелли объясняет этот принцип так: 
За редкими исключениями люди склонны присоединяться к победному делу. В случае войны предпочтение общественного мнения во многом зависит от очевидных результатов конфликта. Если результаты не будут хорошими, пропаганда должна замаскировать наши потери и преувеличить потери противника.
Она приводит пример того, что уже в Первой мировой войне потери за первый месяц достигли 313 000 человек. Однако Верховное командование не сообщило даже о гибели одной лошади и не публиковало списки погибших.
Морелли рассматривает войну в Ираке как очередной пример запрета на публикацию фотографий гробов американских солдат. Потери врага, напротив, были представлены как гигантские, их армия якобы не оказывала никакого сопротивления. «Такого рода информация поднимает боевой дух в обоих лагерях и убеждает общественное мнение в эффективности конфликта».

### 8. Наше дело поддерживают признанные интеллектуалы и художники
По утверждению Морелли, после Первой мировой войны интеллектуалы в основном массово поддерживали свой собственный лагерь. Каждая сторона войны могла рассчитывать на поддержку художников, писателей и музыкантов, поддерживающих интересы своих стран через инициативы в своих областях деятельности.
Она ссылается на карикатуристов, которые, по её мнению, используются для оправдания войны и изображения «мясника» и его зверств, в то время как другие, с камерой в руках, создают душещипательные материалы о беженцах-албанцах, тщательно выбирая тех, кто ближе всего зрителю — например, симпатичного светловолосого албанского ребёнка с тоской в глазах, который должен напомнить нам об албанских жертвах.
Повсюду, пишет Морелли, публикуются «манифесты». «Манифест Ста», направленный на поддержку Франции в Первой мировой войне, был подписан Андре Жидом, Клодом Моне, Клодом Дебюсси и Полем Клодель. Ближе к нашему времени — «Манифест 12» против «нового тоталитаризма» исламизма. Эти группы интеллектуалов, художников и выдающихся личностей оправдывают действия государственной власти своей страны.

### 9. Наше дело свято
Этот принцип понимается исследователем двояко: в буквальном смысле война предстаёт как крестовый поход, подкреплённый божественной миссией. Волю Бога нельзя избегать — её нужно исполнить. Морелли утверждает, что эта точка зрения приобрела новое значение с приходом к власти Джорджа Буша. Война в Ираке в таком свете представляется как крестовый поход против «оси зла», как «борьба добра со злом». Это видится как долг — принести демократию в Ирак, как ценность, непосредственно проистекающая из воли Бога. Политические решения приобретают библейский характер, устраняющий все социальные и экономические проблемы. Ссылка на Бога делается по-разному («На Бога уповаем», «Боже, храни королеву», «С нами Бог» и т. п.) и служит оправданию действий суверена без малейшего шанса на противоречие.

### 10. Тот, кто ставит под сомнение нашу пропаганду, помогает врагу и является предателем
Последний принцип дополняет все остальные, объясняет Морелли. Ставящий под сомнение даже один из принципов — обязательно коллаборационист. Есть только две области: хорошая и плохая. Вы можете быть только за зло или против него. По этой логике, противники Косовской войны — сообщники Милошевича. Целые группы считаются антиамериканскими: Пьер Бурдьё, Режиc Дебре, Серж Халими, Ноам Хомский или Гарольд Пинтер. В «пацифистскую семью» входят Жизель Халими, Рено, Аббат Пьер и печатающие их СМИ, такие как Le Monde diplomatique и Французская коммунистическая партия (PCF).
Поэтому, говорит Морелли, становится невозможным высказать иное мнение без риска подвергнуться «медийному линчеванию». Обычный плюрализм мнений исчезает, всякая оппозиция подавляется и дискредитируется с помощью ложных аргументов.
По словам Морелли, эта процедура была вновь применена в Иракской войне, хотя мировая общественность была гораздо более расколота, чем в косовском конфликте. Быть против войны означало выступать за Саддама Хусейна. Тот же самый вариант был использован в совершенно другом контексте, а именно во время голосования по Европейской Конституции: быть против Конституции означало быть против Европы.

## Отзывы
Немецкий журналист Рудольф Вальтер (нем. Rudolf Walther) в обзоре для Die Zeit пишет, что в этой работе Морелли адаптирует типичные формы различного вида пропаганды к новостям своего времени. Исследователь основывается на работах «Ложь во время войны» Артура Понсонби и «Война 1914 года. Мобилизация совести» (фр. La guerre de 1914: la mobilisation des consciences) Джорджа Демарсьяля о пропаганде во время Первой мировой войны, систематизирует их в виде десяти принципов и применяет их к обеим мировым войнам, войнам в Югославии и войне в Афганистане. Четыре из десяти принципов, согласно Вальтеру, прямо проистекают из ложной дилеммы, делящей всё на чёрное и белое и не предоставляющей альтернатив.
Йохен Штокманн (нем. Jochen Stöckmann) подходит к исследованию Морелли более критично. Он находит поразительным, «что Морелли не описывает, как сцепляются шестерни СМИ, она не исследует механизмы и детали, а аргументирует исключительно цитатами, основывая свою критику на самих продуктах пропаганды». По мнению Штокманна, для тех, кто настолько «просвещён», но на самом деле довольно закалён к критике, каждое сообщение о войне должно выглядеть как пропаганда, если оно не основано на пацифистских взглядах.
В своем обзоре для H-Soz-Kult Ларс Кляйн (нем. Lars Klein) из Гёттингенского университета, высоко оценив актуальность темы и полезность её анализа, отмечает, что Морелли не хватает разъяснений относительно того, действуют ли сами СМИ независимо, преследуют ли они политические или коммерческие интересы и сознательно или неосознанно злоупотребляют «добросовестностью» граждан.
Французский журналист Серж Алими пишет:

«Некоторые из этих максим — „Наш противник несёт полную ответственность за эту войну“; „Мы защищаем благородное дело, а не свои особые интересы“; „Враг целенаправленно совершает зверства; если мы совершаем ошибки, то это происходит без умысла“; „Тот, кто ставит под сомнение нашу пропаганду, помогает врагу и является предателем“ — увы, звучат очень актуально.
Ведь от фейка союзников в Первую мировую войну о „немцах, отрезающих руки бельгийским детям“ до выдумки о „кувейтских младенцах, которых иракские солдаты якобы вытаскивали из инкубаторов“, и вплоть до клейма „сообщники Милошевича“, которым награждали противников НАТО во время войны в Косово, — одни и те же приёмы запугивания применяются снова и снова. И зачастую — при поддержке интеллектуалов, неспособных мыслить вне рамок власти».

На сайте «Призыв за демократическую школу» (Aped) Филипп Шмец (фр. Philippe Schmetz) отмечает, что книга «Основные принципы военной пропаганды» — это «популяризаторская работа, действительно лёгкая для восприятия, с колким стилем и не лишённая юмора». Он подчёркивает, что современность полна примеров, подтверждающих актуальность принципов Артура Понсонби, переосмысленных Анной Морелли.
Историк Кристиан Хардингхаус в своём исследовании о военной пропаганде и манипуляции средствами массовой информации (2023) оценивает принципы Морелли как полезные для выявления соответствующей пропаганды. Однако, по его мнению, их не следует шаблонно переносить на все военные конфликты. Принципы с 1 по 4, а также принцип 9 прослеживаются во всех войнах новейшей истории с 1914 года по настоящее время. Остальные принципы применяются лишь частично.